# القمة الـ49 لمجموعة السبع
انعقدت القمة التاسعة والأربعون لمجموعة السبع في الفترة من 19 - 21 مايو 2023 في مدينة هيروشيما بمحافظة هيروشيما.
اجتمع زعماء دول مجموعة السبع لمناقشة عدد من التحديات التي تواجه السلام والازدهار التي تواجه النظام العالمي أثناء التشاور مع الضيوف المدعوين. شملت القضايا التي تمت مناقشتها الغزو الروسي لأوكرانيا وتأثيراته على النظام الدولي، وتغير المناخ، وجائحة كوفيد-19، والأزمات الجيوسياسية الأخرى. ولحل هذه القضايا، تعهدت مجموعة السبع بدعم النظام الدولي الحر والمفتوح القائم على "سيادة القانون"، وعززت تواصل مجموعة السبع مع البلدان الناشئة والنامية.
وتعكس قائمة المدعوين الطويلة محاولات للتأثير على " الجنوب العالمي "، وهو المصطلح المستخدم للإشارة إلى الدول النامية في آسيا وإفريقيا وأمريكا اللاتينية، والتي تتمتع جميعها بعلاقات سياسية واقتصادية معقدة مع كل من روسيا والصين.
تم الاشارة أن الرئيس الأوكراني فولوديمير زيلينسكي حظي باهتمام كبير وهيمن على القمة، [من؟] وأن قمة هيروشيما حققت العديد من الأهداف.
وتضمن بيان الزعماء التزامات وبيانات بشأن مجموعة من المواضيع بما في ذلك المناخ والصحة والأمن الغذائي والتقنية. وكان الغزو الروسي لأوكرانيا، ومنع الانتشار النووي، والأمن الاقتصادي من أبرز هذه القضايا. وصدرت خمسة بيانات مستقلة أخرى.
وفي بيان واحد فقط، أوضحت مجموعة السبع لجمهورية الصين موقفها بشأن النقاط الساخنة الجيوسياسية المثيرة للخلاف مثل منطقة المحيطين الهندي والهادئ وتايوان، لكن الجزء الأكثر أهمية من رسالتها ركز على ما أسموه "الإكراه الاقتصادي".

### خلفية

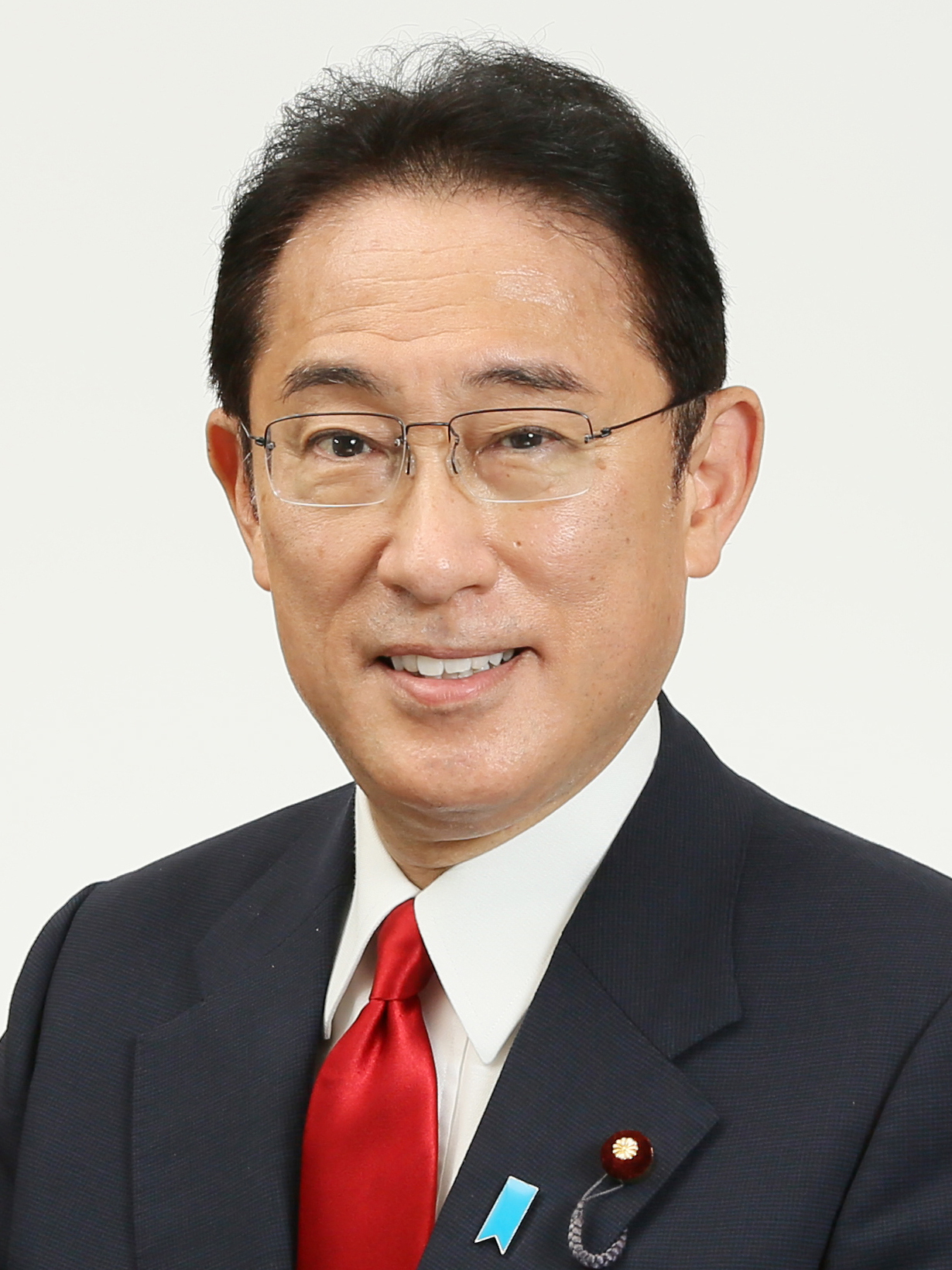
ترأس فوميو كيشيدا القمة التاسعة والأربعين لمجموعة السبع.

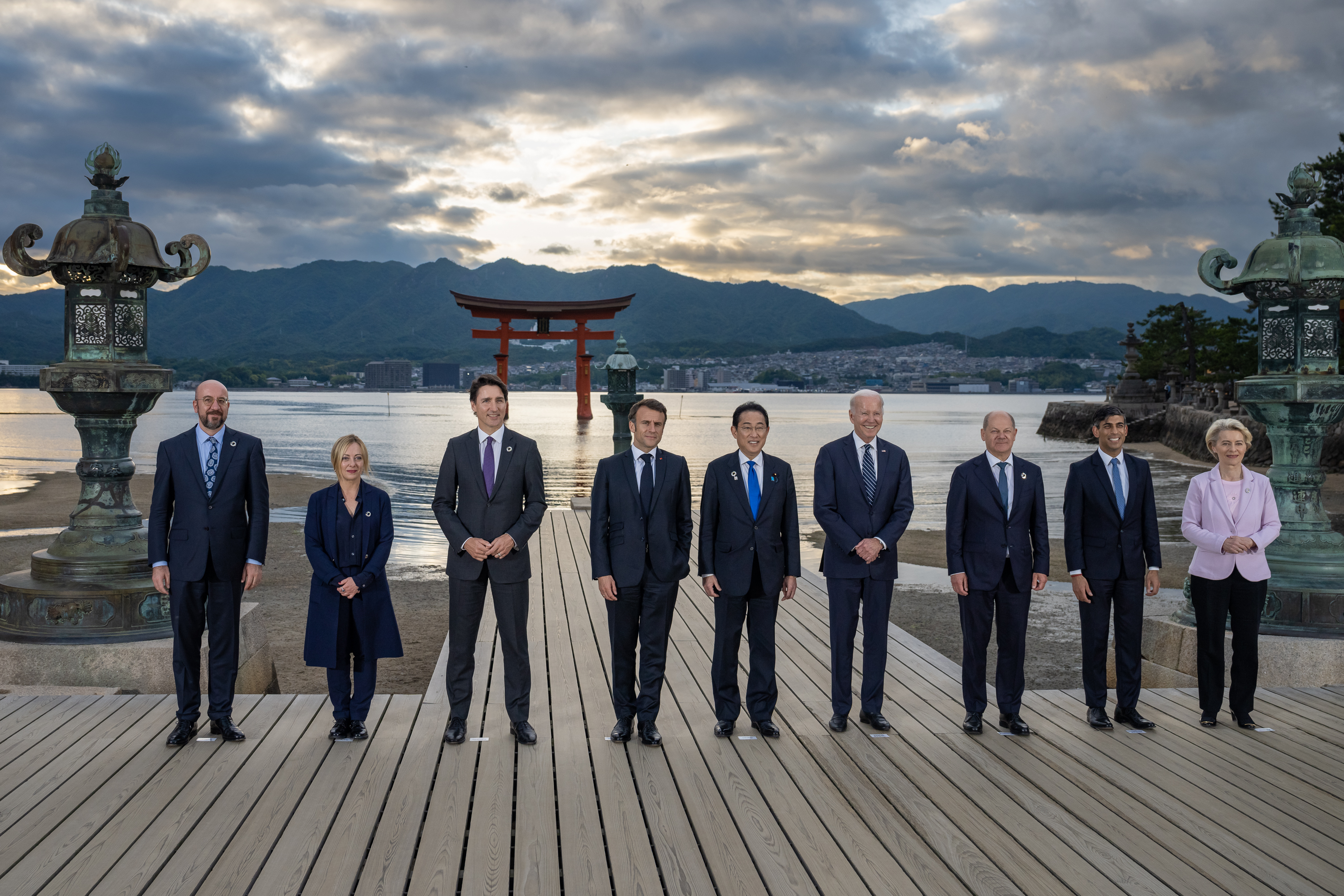
زعماء مجموعة السبع في القمة

### القادة في القمة

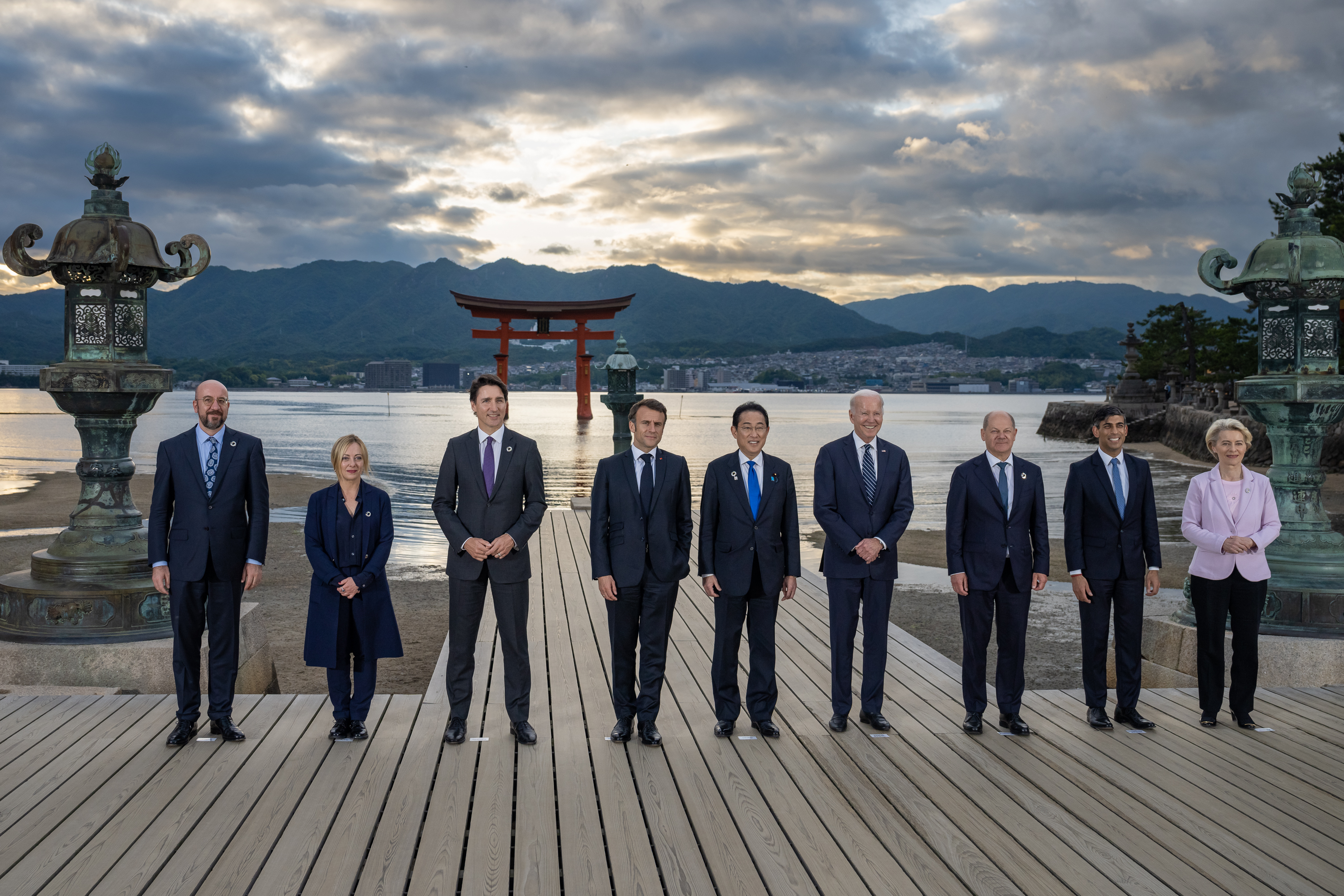
G7 leaders at the summit

| الدولة                 | الدولة                  | القائد                              | المنصب                                      |
| ---------------------- | ----------------------- | ----------------------------------- | ------------------------------------------- |
| كندا                   | كندا                    | جاستن ترودو                         | رئيس الوزراء                                |
| فرنسا                  | فرنسا                   | إيمانويل ماكرون                     | رئيس فرنسا                                  |
| ألمانيا                | ألمانيا                 | أولاف شولتس                         | مستشار ألمانيا                              |
| إيطاليا                | إيطاليا                 | جورجا ملوني (Gianluigi Benedetti)   | رئيس الوزراء (Ambassador of Italy to Japan) |
| اليابان                | اليابان (المستضيف)      | فوميو كيشيدا                        | رئيس الوزراء                                |
| المملكة المتحدة        | المملكة المتحدة         | ريشي سوناك                          | رئيس الوزراء                                |
| الولايات المتحدة       | الولايات المتحدة        | جو بايدن                            | الرئيس                                      |
| الاتحاد الأوروبي       | الاتحاد الأوروبي        | أورسولا فون دير لاين                | Commission President                        |
| الاتحاد الأوروبي       | الاتحاد الأوروبي        | شارل ميشيل                          | رئيس المجلس الأوروبي                        |
| المدعويين              |                         |                                     |                                             |
| الدولة                 | الدولة                  | الممثل                              | المنصب                                      |
| أستراليا               | أستراليا                | أنتوني ألبانيز                      | رئيس الوزراء                                |
| البرازيل               | البرازيل                | لويس إيناسيو لولا دا سيلفا          | الرئيس البرازيلي                            |
| جزر القمر              | جزر القمر               | غزالي عثماني                        | رئيس جزر القمر                              |
| جزر كوك                | جزر كوك                 | Mark Brown ‏                         | رئيس وزراء جزر كوك ‏                         |
| الهند                  | الهند                   | ناريندرا مودي                       | رئيس الوزراء                                |
| إندونيسيا              | إندونيسيا               | جوكو ويدودو                         | الرئيس                                      |
| كوريا الجنوبية         | كوريا الجنوبية          | يون سوك يول                         | رئيس كوريا ج                                |
| فيتنام                 | فيتنام                  | فام مينه تشين                       | رئيس وزراء فيتنام                           |
| المنظمات الدولية       | المنظمات الدولية        | الممثل                              | المنصب                                      |
|                        | الوكالة الدولية للطاقة  | فاتح بيرول                          | المدير التنفيذي                             |
| صندوق النقد الدولي     | صندوق النقد الدولي      | كريستينا جورجيفا                    | المدير العام                                |
|                        | منظمة التعاون الاقتصادي | Mathias Cormann                     | المدير العام                                |
| الأمم المتحدة          | الأمم المتحدة           | أنطونيو غوتيريش                     | أمين عام الأمم المتحدة                      |
|                        | البنك الدولي            | ديفيد مالباس                        | رئيس البنك الدولي                           |
| منظمة الصحة العالمية   | منظمة الصحة العالمية    | تيدروس أدهانوم غيبريسوس (حضور رقمي) | المدير العام                                |
| منظمة التجارة العالمية | منظمة التجارة العالمية  | نجوزي أوكونجو إيويالا               | مدير منظمة التجارة العالمية                 |
| الضيوف                 |                         |                                     |                                             |
| البلد                  | البلد                   | الممثل                              | المنصب                                      |
| أوكرانيا               | أوكرانيا                | فولوديمير زيلينسكي                  | رئيس أوكرانيا                               |

## المشاركون

### قادة مجموعة السبع

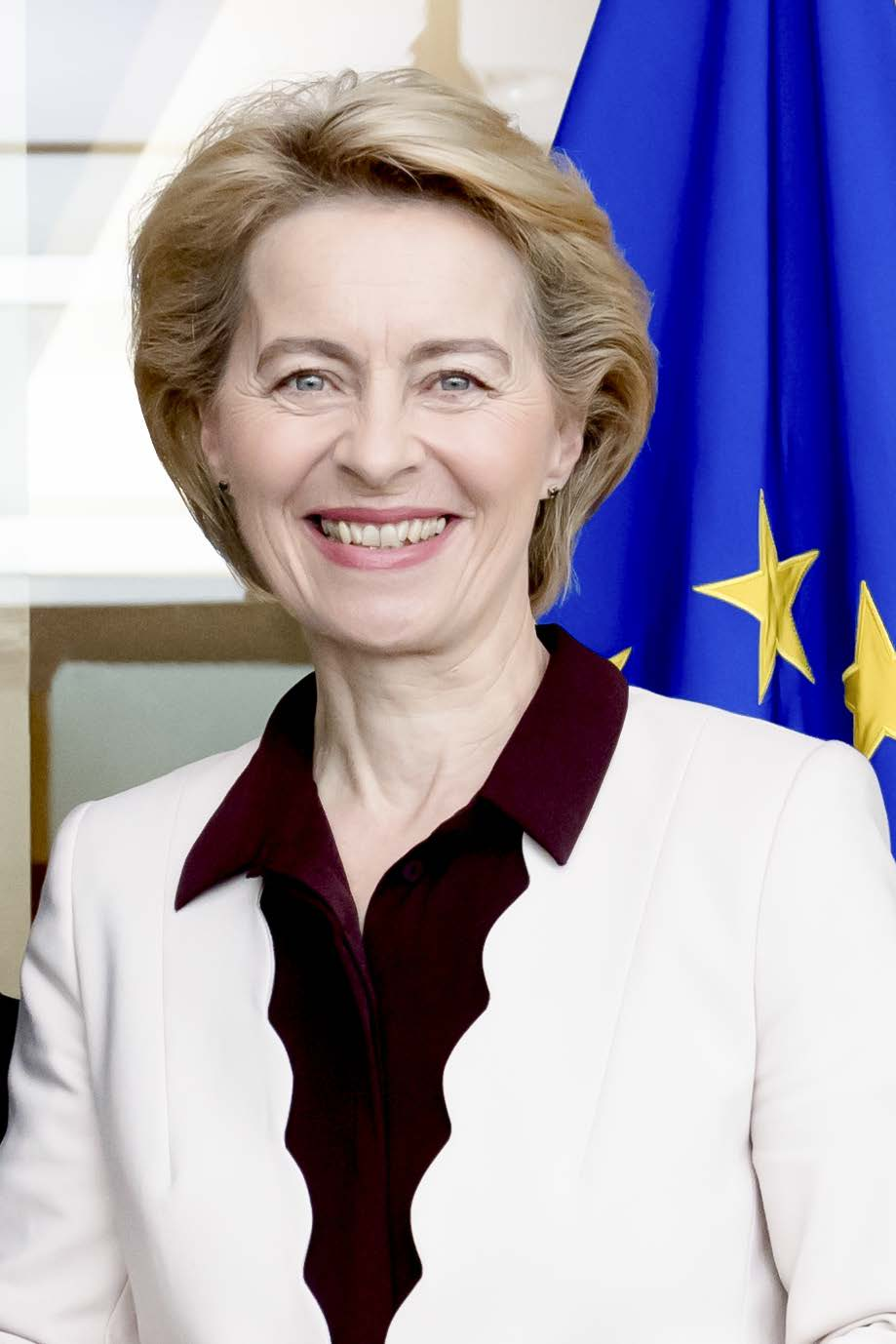
European Union أورسولا فون دير لاين, رئيس المفوضية الأوروبية
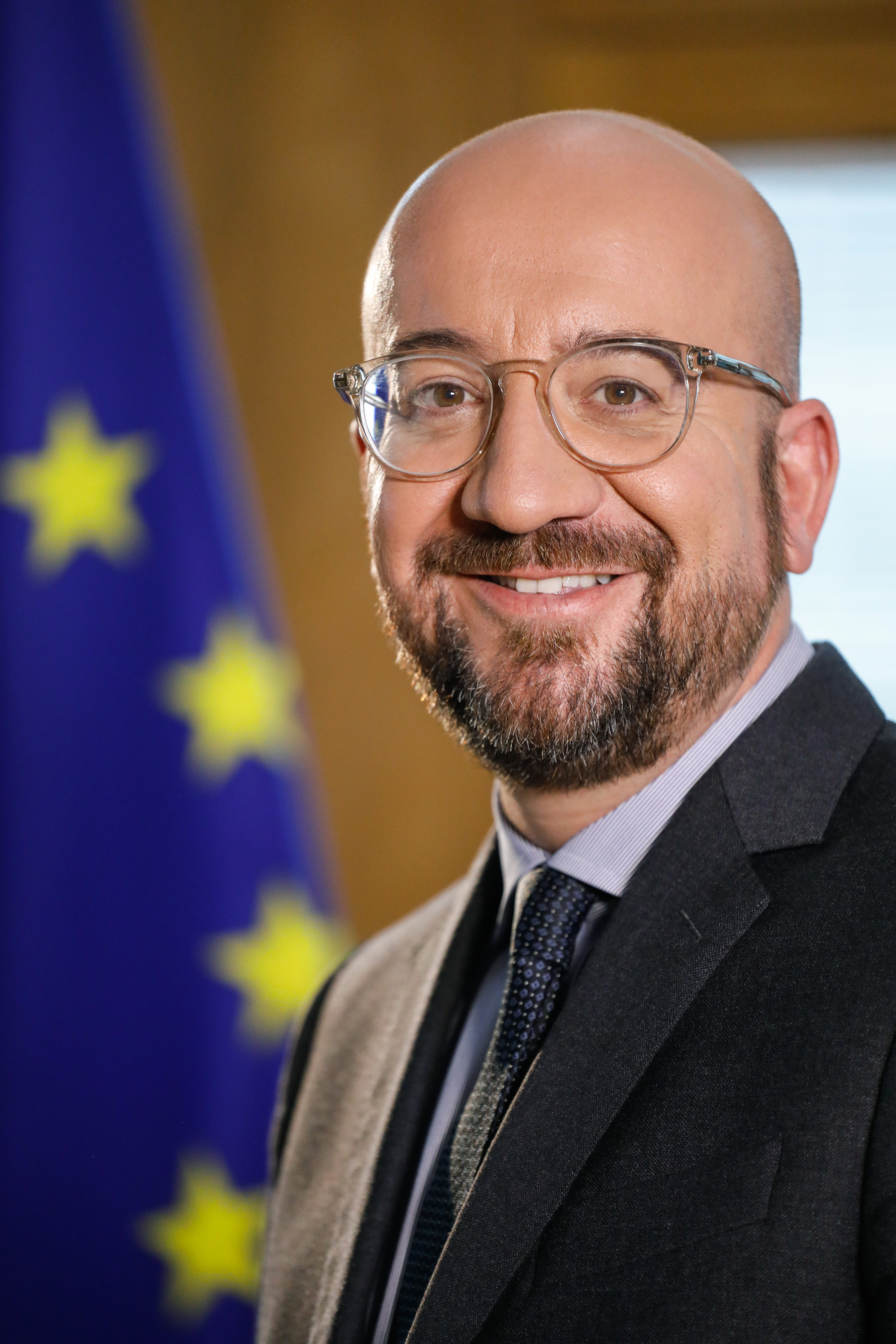
European Union شارل ميشيل, رئيس المجلس الأوروبي

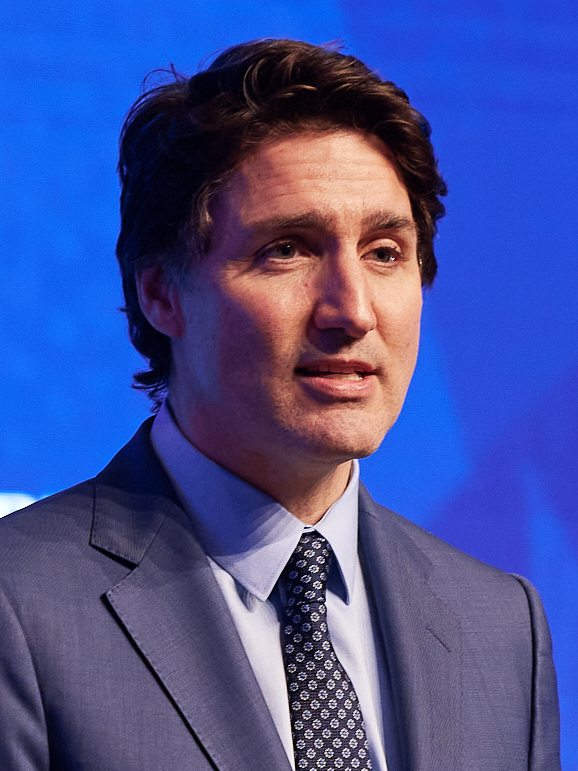
كندا جاستن ترودو, رئيس الوزراء
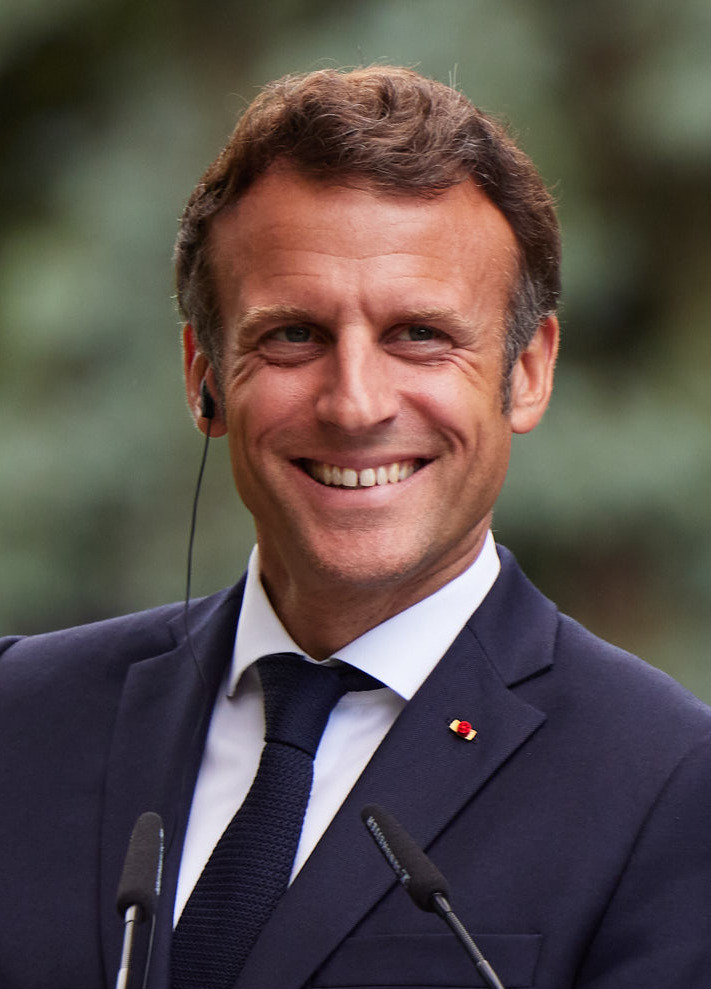
فرنسا إيمانويل ماكرون, الرئيس
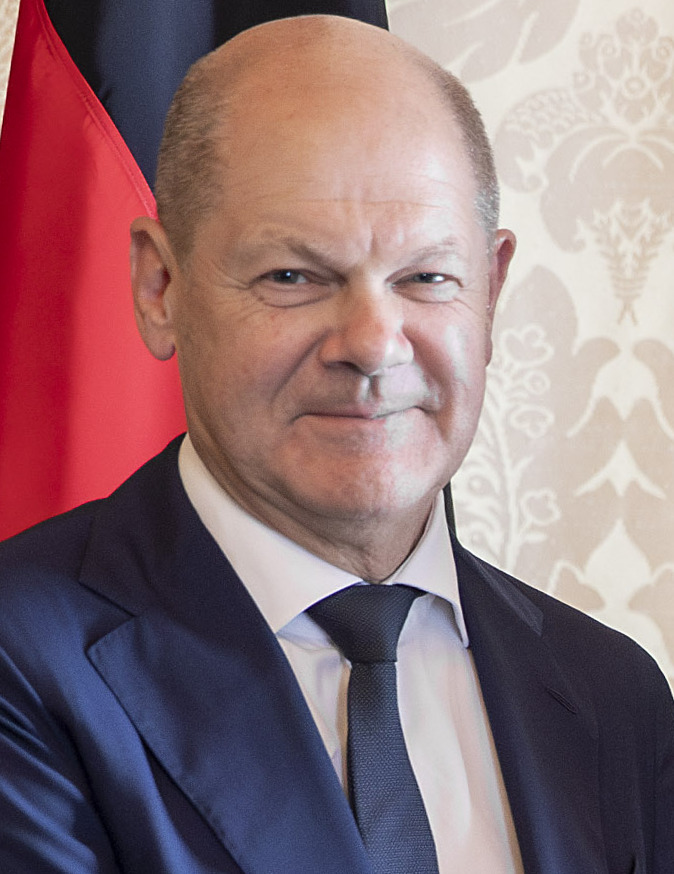
ألمانيا أولاف شولتس, مستشار ألمانيا
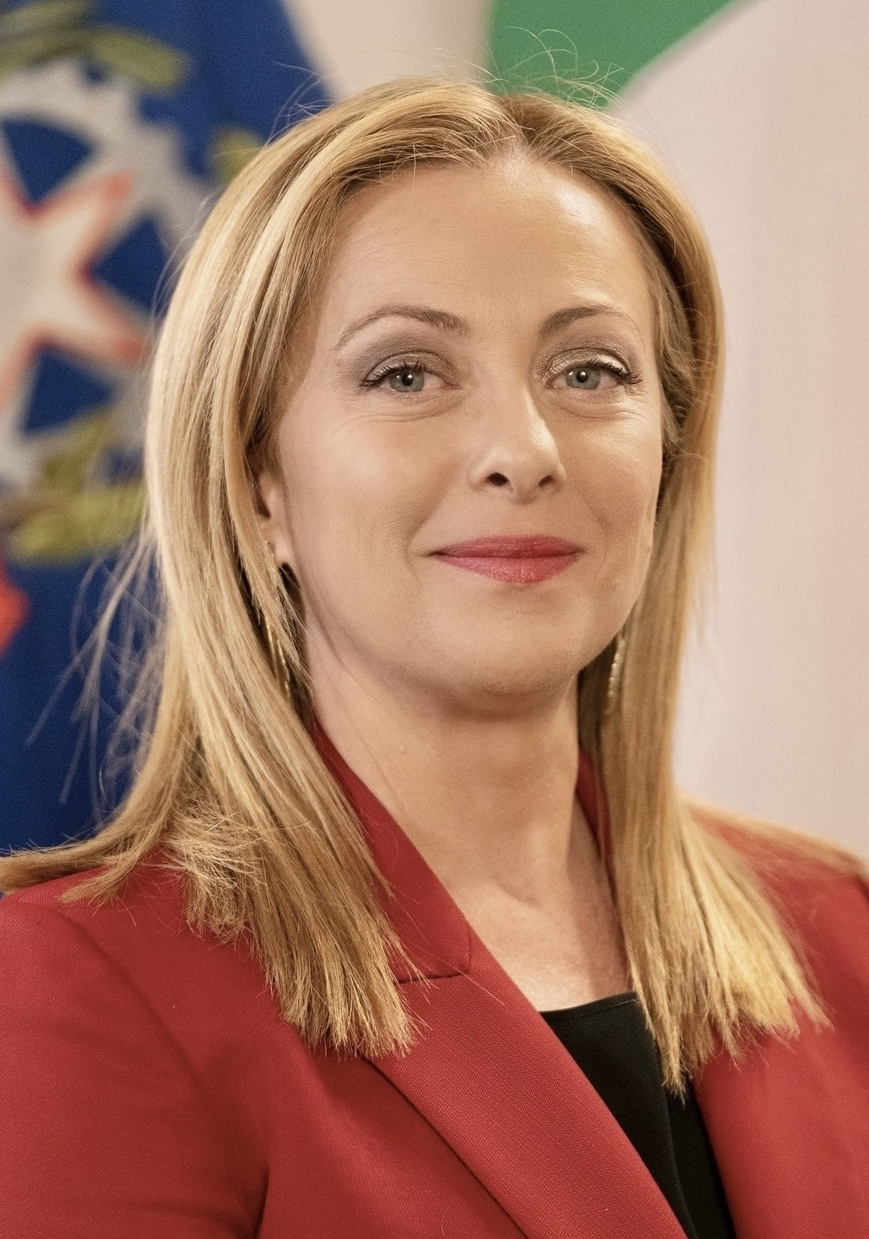
إيطاليا جورجا ملوني، رئيسة الوزراء
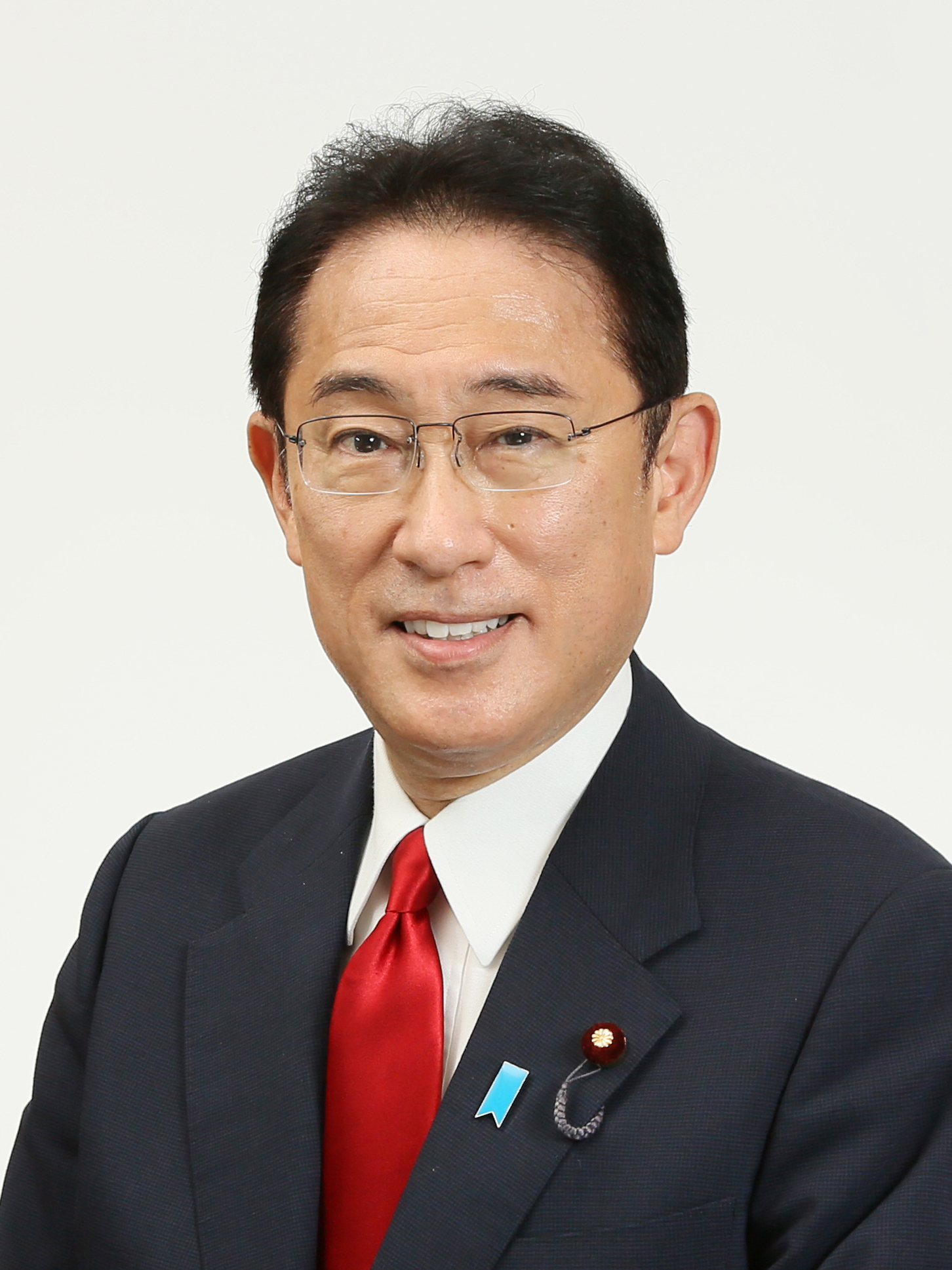
اليابان فوميو كيشيدا, رئيس الوزراء (المضيف)
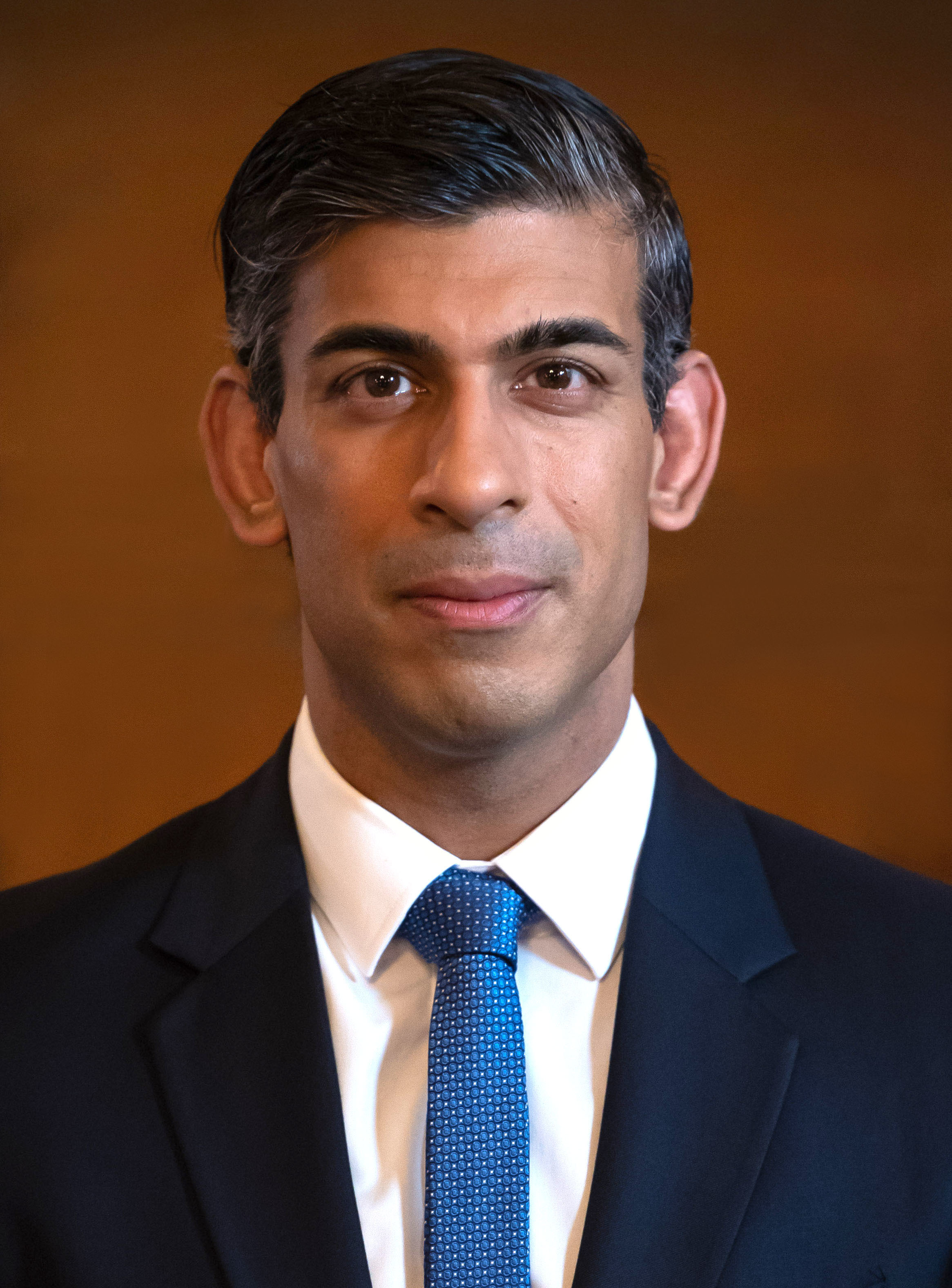
المملكة المتحدة ريشي سوناك, رئيس الوزراء
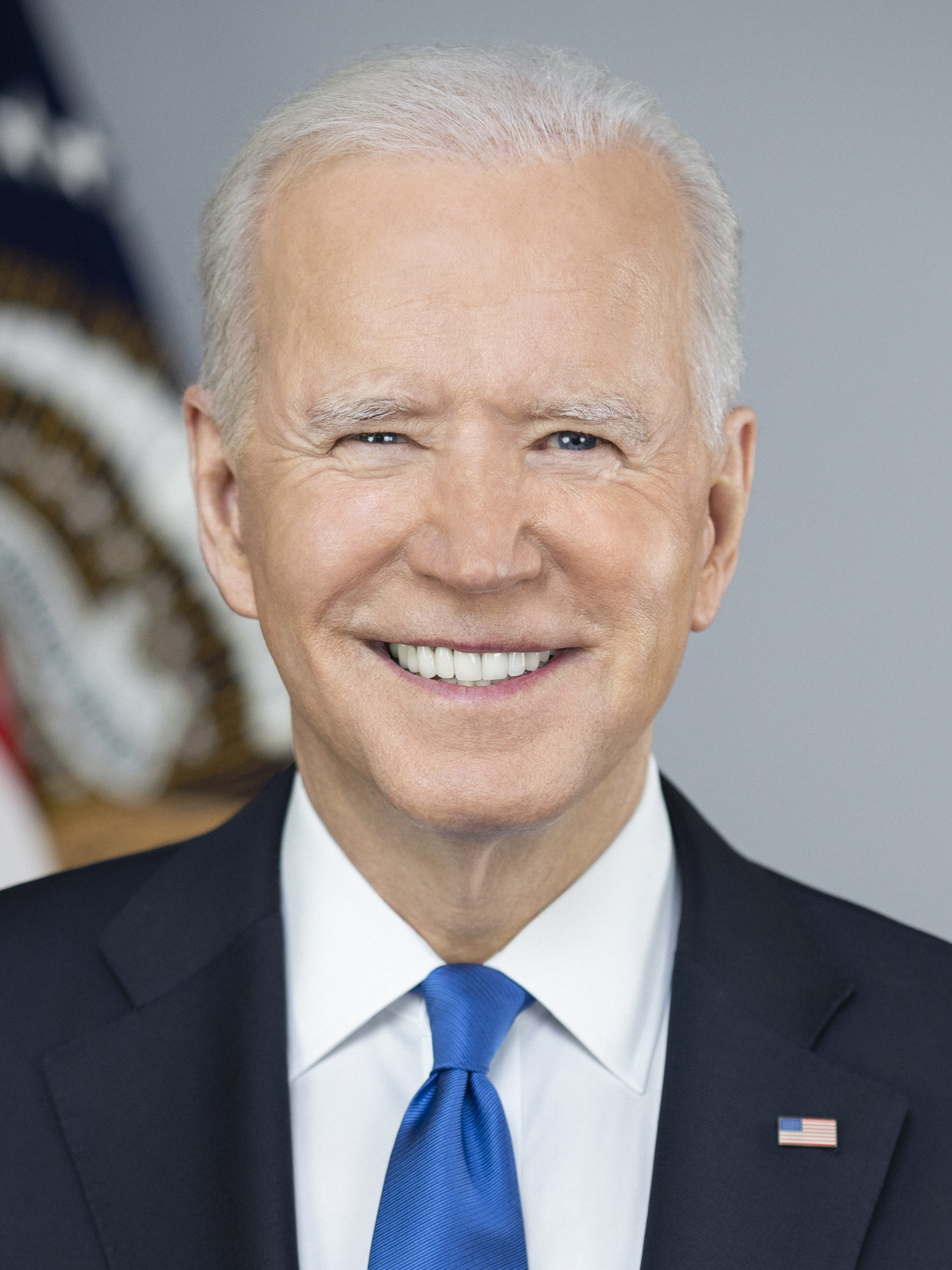
الولايات المتحدة جو بايدن, الرئيس

- European Union
أورسولا فون دير لاين,
رئيس المفوضية الأوروبية
- European Union
شارل ميشيل,
رئيس المجلس الأوروبي

## القادة المدعوون والضيوف

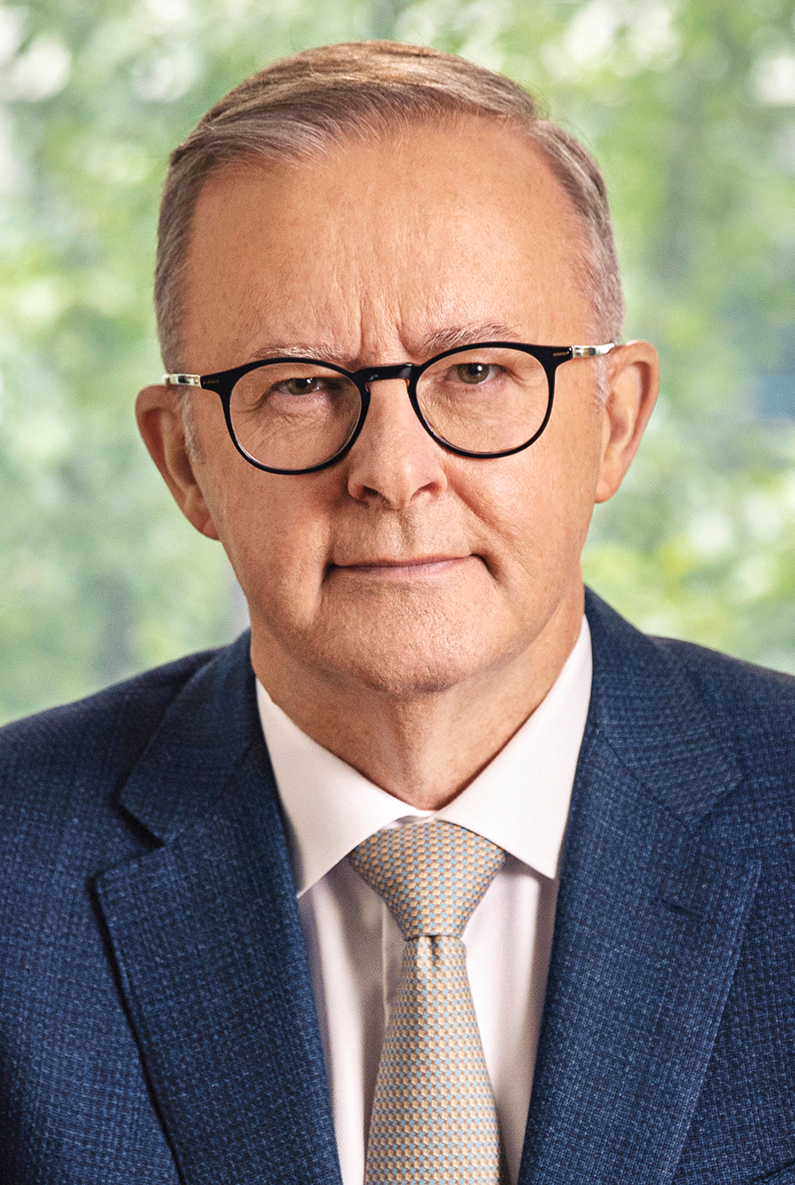
' أنتوني ألبانيز، Prime Minister The host of 2023 الحوار الأمني الرباعي (Quad)
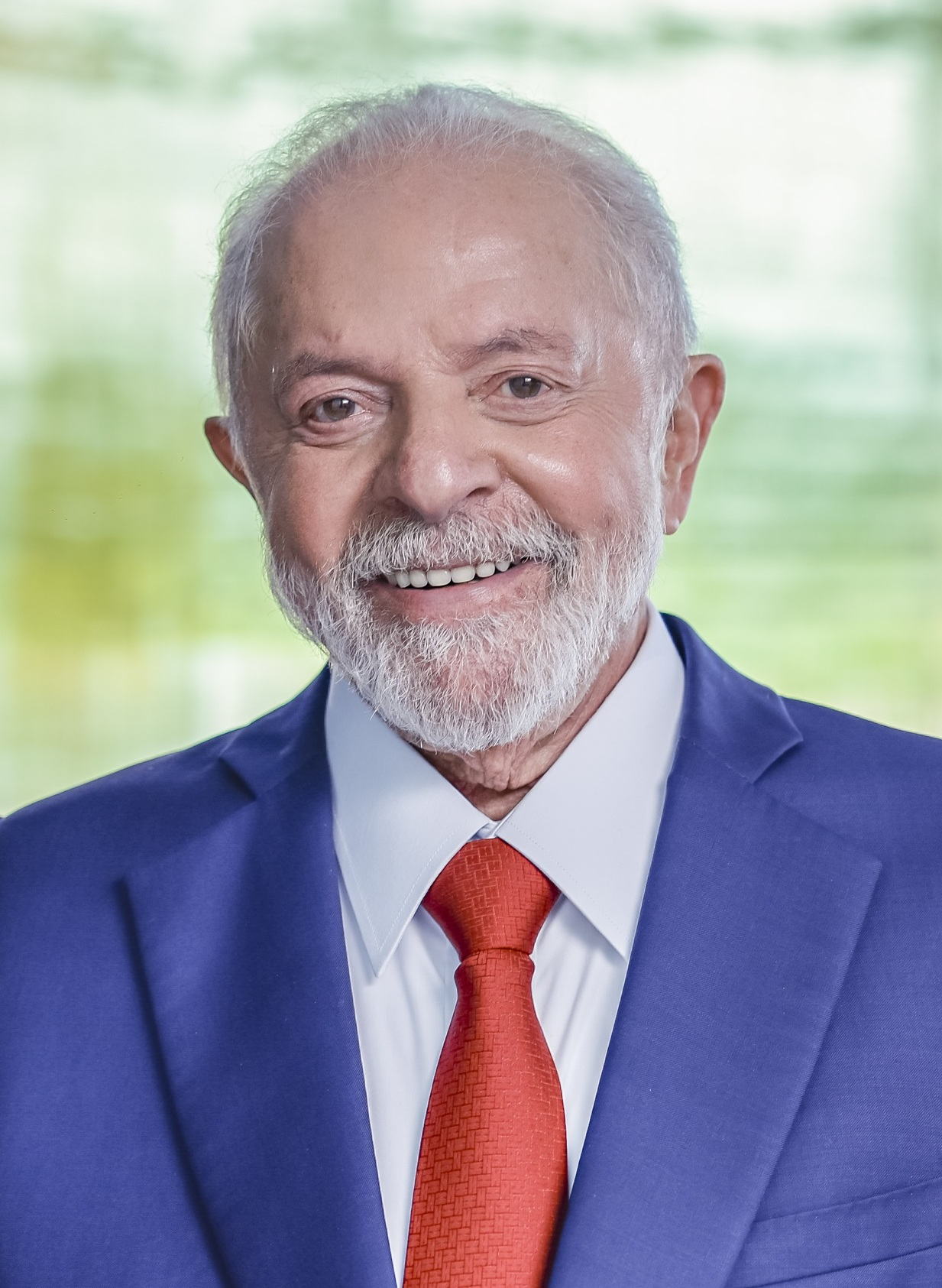
' لويس إيناسيو لولا دا سيلفا، President 2023 Chairperson of the Amazon Cooperation Treaty Organization (ACTO)
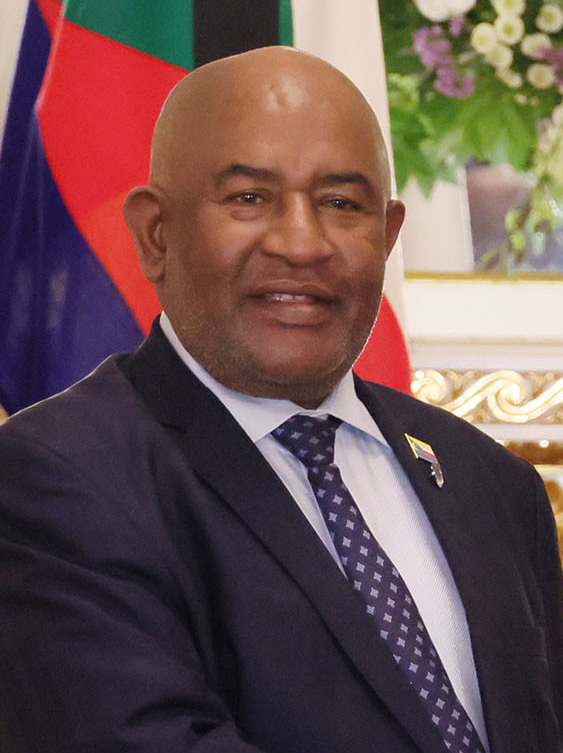
' غزالي عثماني، President 2023 Chairperson of the الاتحاد الإفريقي
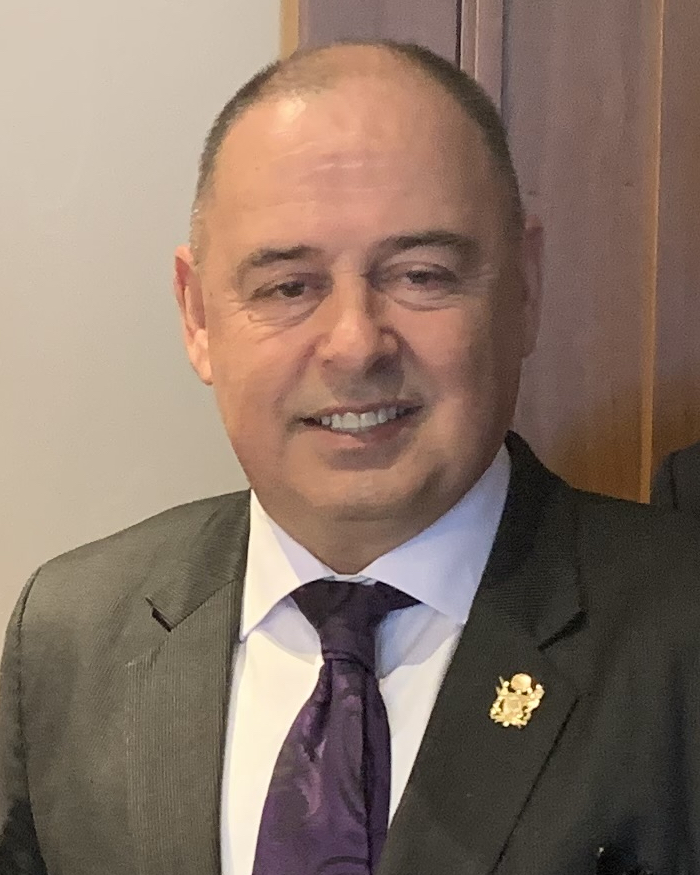
' ، 2023 Chairperson of the منتدى جزر المحيط الهادئ
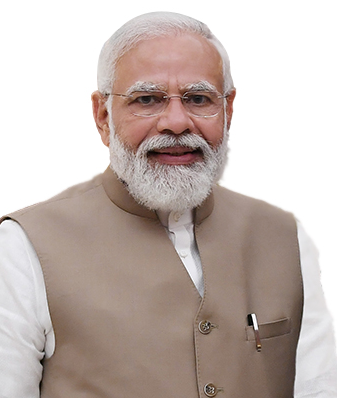
' ناريندرا مودي، Prime Minister The host of قمة مجموعة العشرين في نيودلهي 2023
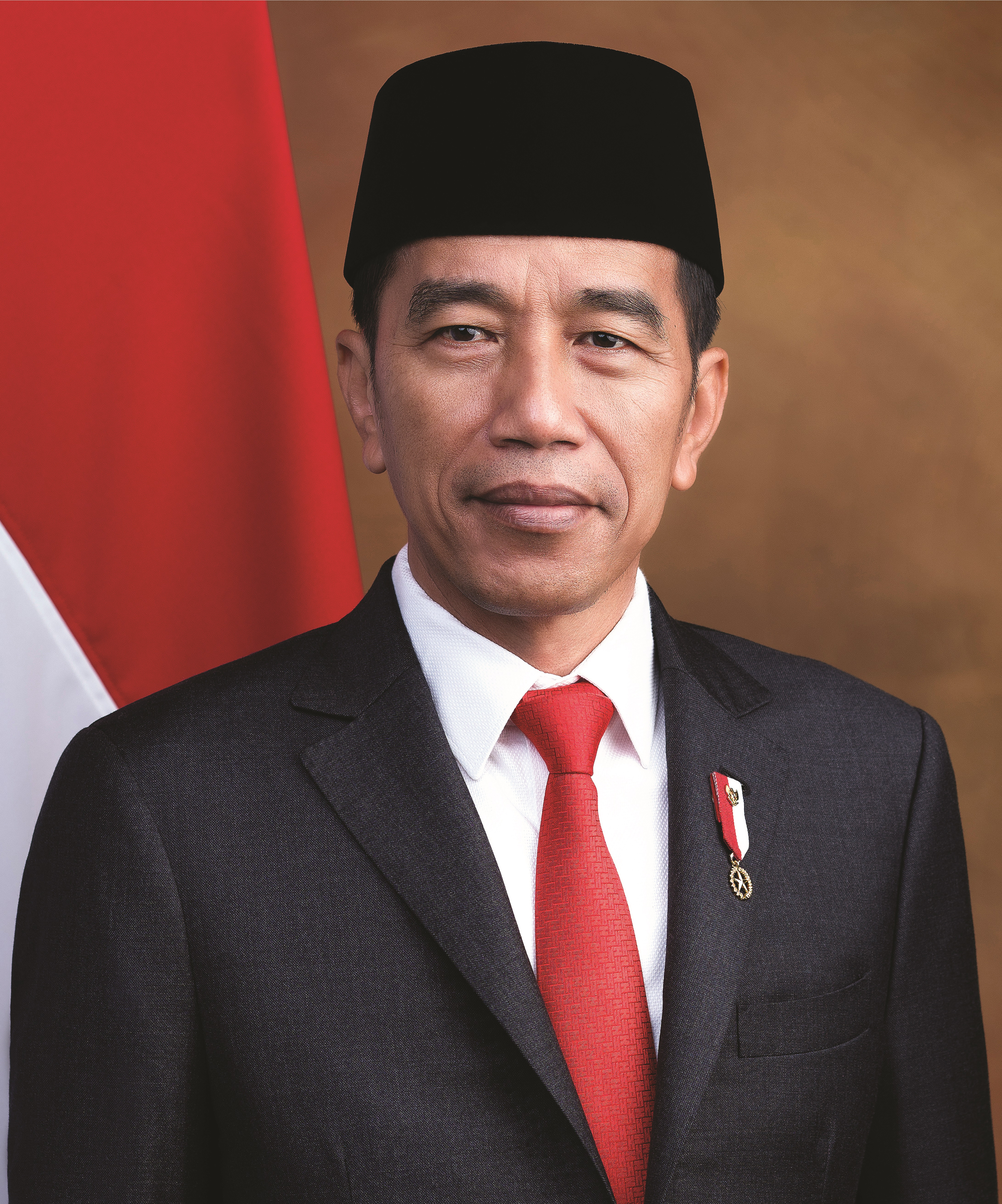
' جوكو ويدودو، President 2023 Chairperson of أسيان
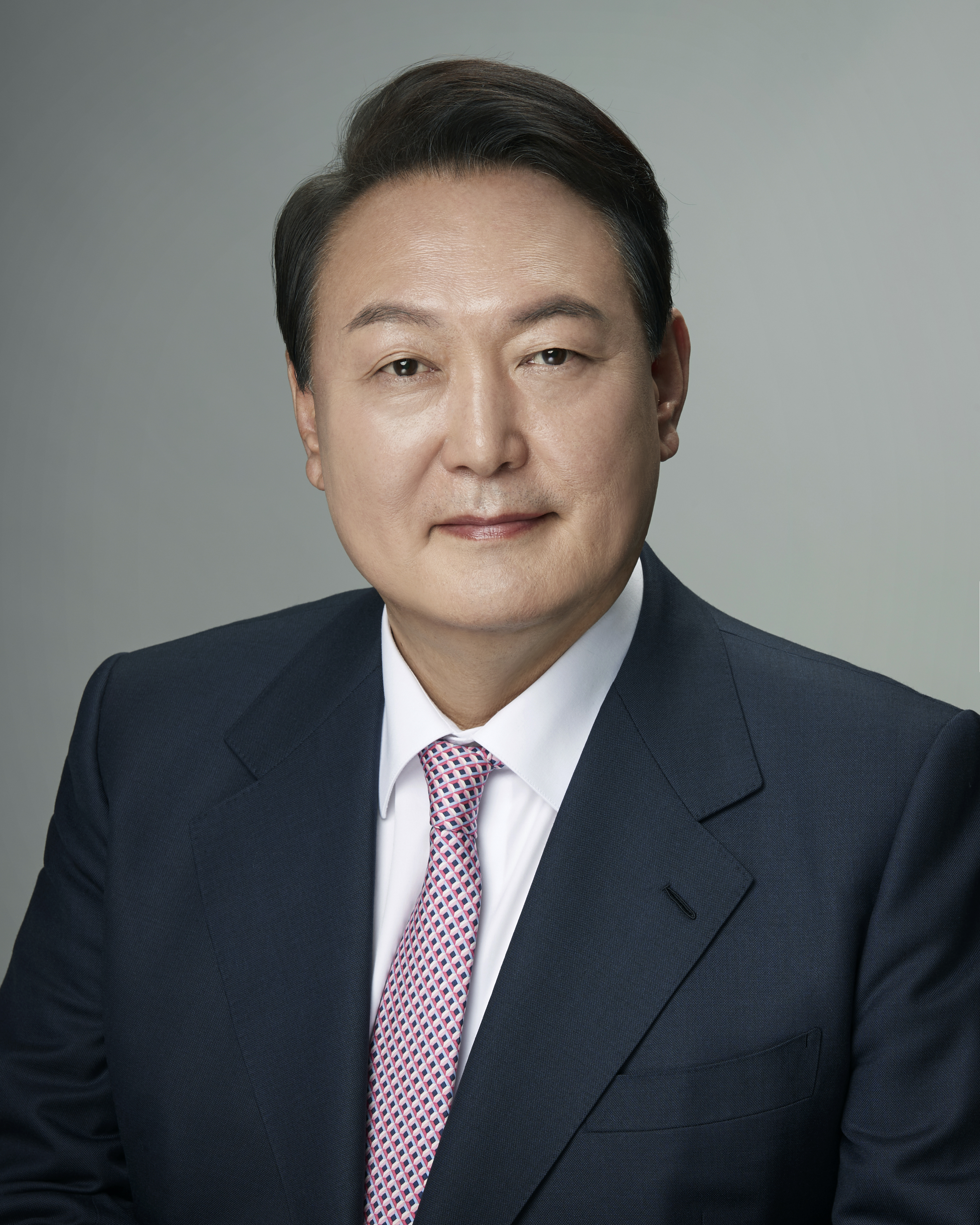
' يون سوك يول، President
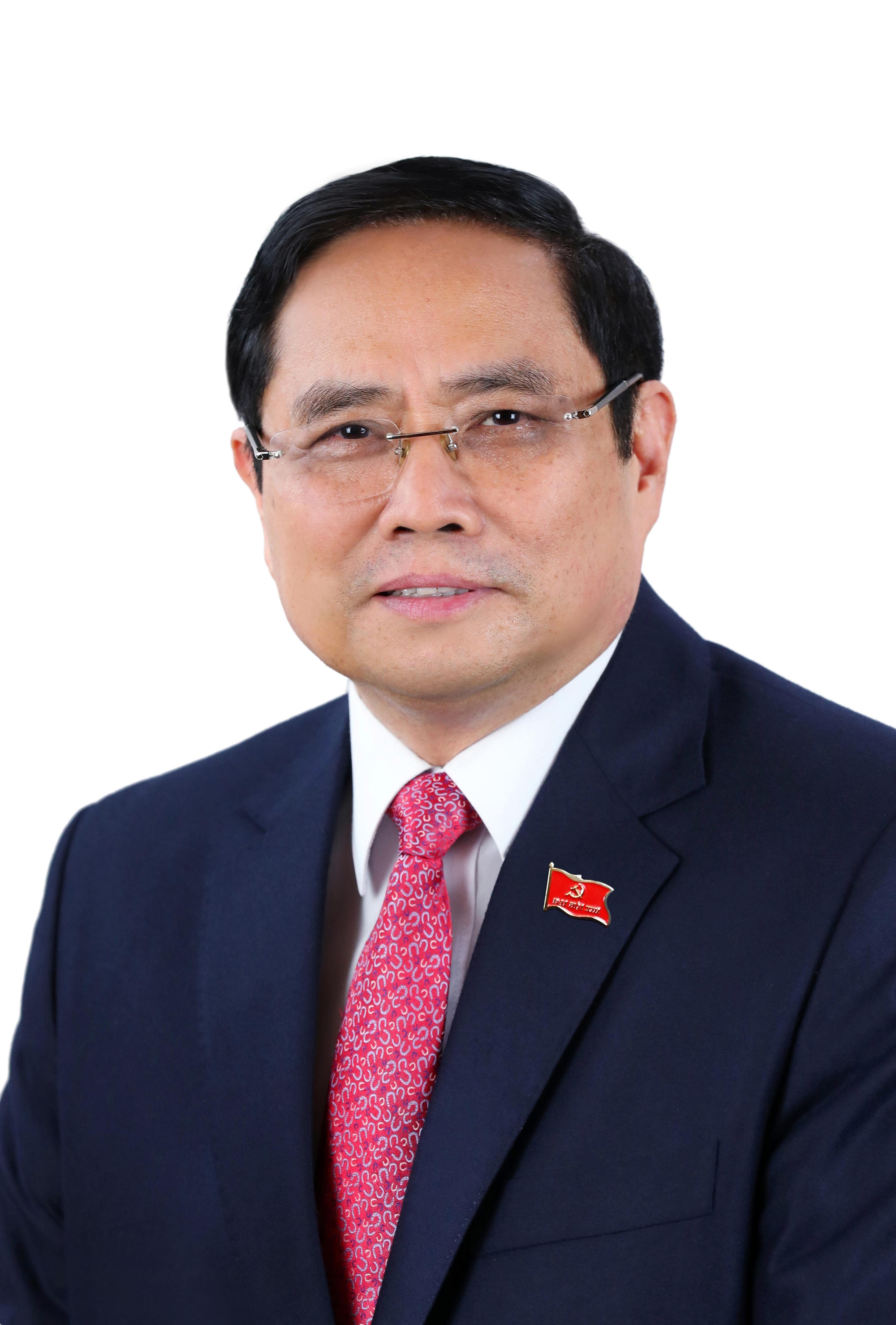
' فام مينه تشين، رئيس وزراء فيتنام

- أستراليا
أنتوني ألبانيز، Prime Minister
The host of 2023 الحوار الأمني الرباعي (Quad)
- البرازيل
 لويس إيناسيو لولا دا سيلفا، President
2023 Chairperson of the Amazon Cooperation Treaty Organization (ACTO)
- جزر القمر
 غزالي عثماني، President
2023 Chairperson of the الاتحاد الإفريقي
- جزر كوك
Mark Brown  [لغات أخرى]‏، رئيس وزراء جزر كوك  [لغات أخرى]‏
2023 Chairperson of the منتدى جزر المحيط الهادئ
- الهند
ناريندرا مودي، Prime Minister
The host of قمة مجموعة العشرين في نيودلهي 2023
- إندونيسيا
جوكو ويدودو، President
2023 Chairperson of أسيان
- كوريا الجنوبية
يون سوك يول، President
- فيتنام
فام مينه تشين، رئيس وزراء فيتنام

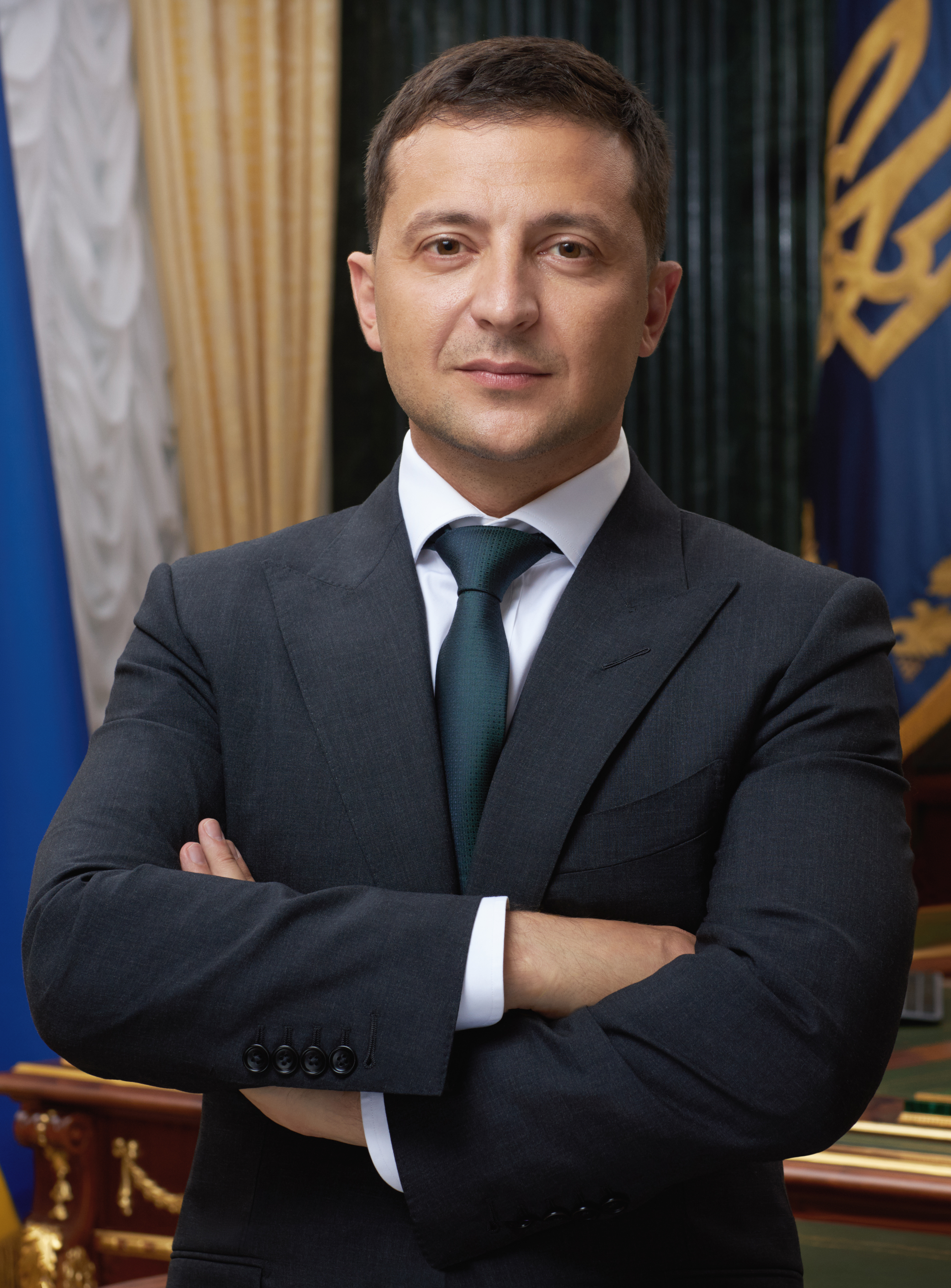
' فولوديمير زيلينسكي، President

- أوكرانيا
فولوديمير زيلينسكي، President

## روابط خارجية
- الموقع الرسمي
- "2023 G7 Hiroshima Goals Set and Met". G7 Research Group, جامعة تورنتو. 26 مايو 2023. مؤرشف من الأصل في 2024-01-24.

## انظر ايضا
- قمة مجموعة العشرين في نيودلهي 2023
- مؤتمر الأمم المتحدة للتغير المناخي 2023 (COP28)
- القانون الدولي
  - محكمة التحكيم الدائمة (1899)
  - ميثاق الأمم المتحدة (1945)
  - اتفاقية فيينا للعلاقات القنصلية (1967)
  - معاهدة الحد من انتشار الأسلحة النووية (NPT, 1968)
  - معاهدة حظر الأسلحة البيولوجية (BWC, 1972)
  - اتفاقية الأمم المتحدة لقانون البحار (UNCLOS, 1982)
  - الإعلان الصيني البريطاني المشترك (1984)
  - اتفاقية التنوع البيولوجي (CBD, 1992–93)
  - معاهدة حظر الأسلحة الكيميائية (CWC, 1992)
  - Convention on Cybercrime (2001)
  - اتفاقية الأمم المتحدة لمكافحة الفساد (UNCAC, 2003)
  - Agreement on Port State Measures (PSMA, 2009)
  - اتفاق باريس للمناخ (2015)
- Partnership for Global Infrastructure and Investment (PGII)
- الحوار الأمني الرباعي
- قبة غنباكو التذكارية
- ضريح إيتسوكوشيما